# Miquette
Pour les articles homonymes, voir Miquette et sa mère (homonymie).
Pour plus de détails, voir Fiche technique et Distribution.
Miquette est un film français de Jean Boyer sorti en 1940 et adapté de la pièce homonyme de Robert de Flers et Gaston Arman de Caillavet.

## Fiche technique
- Titre : Miquette
- Réalisation : Jean Boyer, assisté de Christian Chamborant
- Scénario : Jean Boyer, d'après la pièce de  Robert de Flers et Gaston Arman de Caillavet
- Dialogues : Jacques Chabannes
- Décors : Jacques Laurent-Athalin
- Photographie : Marc Bujard
- Son : Jacques Hawadier
- Montage : Louisette Hautecoeur
- Musique : Jane Bos et Georges van Parys
- Production : Union française de production cinématographique
- Pays d'origine :  France
- Langue : français
- Format :  Noir et blanc - 35 mm - 1,37:1  - Son mono
- Genre : Comédie
- Durée : 100 minutes
- Date de sortie : 
  - France : 1er mai 1940

## Distribution
- Lilian Harvey : Miquette
- Lucien Baroux : Monchablon
- André Lefaur : le marquis de la Tour-Mirande
- Daniel Clérice : Urbain de la Tour-Mirande
- Marguerite Pierry : Mme Grandier
- Léon Belières : Lahirel
- Suzanne Dantès : Mlle Émilienne
- Madeleine Suffel : Perrine
- Daniel Gélin
- Yvonne Yma
- Jean Brochard

## Autour du film
- La pièce a fait l'objet de deux autres adaptations au cinéma : 
  - Miquette et sa mère (1934) d'Henri Diamant-Berger, dans laquelle Pauline Carton jouait le rôle de Mlle Poche ;
  - Miquette et sa mère (1950) de Henri-Georges Clouzot.